# 바타주

바타주

바타주(프랑스어: Région du Batha, 아랍어: منطقة البطحة)는 차드 중부에 위치한 주로, 주도는 아티이며 인구는 527,031명(2009년 인구조사 기준)이다. 3개 현(바타에스트현, 바타우에스트현, 피트리현)을 관할한다.